# La botellita de cristal
La botellita de cristal (en inglés y originariamente The Little Glass Bottle) es un relato de H. P. Lovecraft probablemente escrito en 1898 o 1899. Fue publicado por primera vez, póstumamente, por Arkham House en 1959. Es un relato muy corto de aventuras (tan sólo 2 páginas en su versión castellana), y se considera de los primeros escrito por Lovecraft, cuando era niño.

## Argumento e influencias
Lovecraft era un gran admirador de Poe, y este relato recuerda mucho a su Manuscrito hallado en una botella.
El relato de Lovecraft empieza con un pequeño diálogo que se detiene cuando encuentran una botella con un mapa del tesoro, un pequeño texto y una fecha. El capitán del barco y sus hombres, protagonistas de la historia, deciden seguir el mapa. En el lugar marcado encuentran otro mensaje que explica la broma, no hay más tesoro que un dinero entregado para pagar los gastos del viaje. 
Con este tono de humor se termina el relato, siendo la moraleja no fiarse de los mensajes hallados en botellas y, por extensión, cada uno que lo extrapole como quiera.

## Ediciones
- Incluido en The Shuttered Room and Other Pieces, Arkham House, 1959.
- Incluido en Juvenilia: 1897-1905, Necronomicon Press, 1984.
- Incluido en Narrativa completa vol. 1, Valdemar Gótica, 2005.